# Rózsafa
Rózsafa é um município da Hungria, situado no condado de Baranya. Tem 16,64 km² de área e sua população em 2019 foi estimada em 326 habitantes.